# Lepenica (Vladičin Han)
Lepenica (Servisch: Лепеница) is een plaats in de Servische gemeente Vladičin Han. De plaats telt 734 inwoners (2002).